# Minaccia nucleare
Minaccia nucleare (Icebreaker) è un film statunitense del 1999 diretto da David Giancola con Sean Astin, Bruce Campbell, Stacy Keach e Suzanne Turner. Scritto dal regista e prodotto dalla Edgewood Entertainment, il film è una sorta di Die Hard a basso costo ambientato sulle piste da sci del Vermont e concepito per i mercati home video e televisivi.

## Trama
Killington, Vermont, Stati Uniti. Un gruppo di terroristi capitanato da Carl Greig, criminale psicopatico e malato terminale di leucemia, si impadronisce di una testata nucleare a base di plutonio ma il loro aeroplano si schianta su una montagna. Nei pressi del vicino resort di una stazione sciistica, Matt Foster, un ufficiale del soccorso di montagna, sta per chiedere la mano della sua fidanzata Meg al ricco e facoltoso padre, Bill, che lo odia perché non lo considera all’altezza della figlia. Le dinamiche vengono interrotte dai terroristi che sequestrano un gruppo di persone di un hotel minacciando di innescare l'arma nucleare. Matt è l'unico che decide di affrontare i criminali e lo fa da solo perché vuole provare al padre di Meg quello che vale.

## Produzione
Il film è stato interamente girato a Killington, nel Vermont.
Il protagonista del film, l'ufficiale del team di soccorso, è stato interpretato da Sean Astin alcuni mesi prima di cominciare le riprese de Il Signore degli Anelli - La Compagnia dell'Anello, mentre il ruolo dell’antagonista negativo a capo dei terroristi, venne dato a Bruce Campbell, in una parte per lui insolita.

## Distribuzione
In USA, il film è stato distribuito nella primavera del 2000 direttamente in videocassetta a noleggio, su esclusiva della catena Blockbuster, mentre in Italia è stato trasmesso in televisione su Rai 3 nell’agosto del 2000 per poi essere editato in DVD qualche anno dopo.
La maggior parte delle uscite internazionali sono state:
- maggio 2000 negli Stati Uniti (VHS)
- agosto 2000 in Italia (prima TV)
- 3 novembre 2000 in Germania (prima TV)
- 23 marzo 2001 in Giappone (DVD)
- 3 gennaio 2002 in Francia (prima TV)
- 26 gennaio 2002 in Finlandia (prima TV)
- 1 ottobre 2002 nel Regno Unito (prima TV)
- 1º novembre 2007 in Belgio (prima TV)